# El-Paso-Marathon
Der El Paso Marathon ist eine seit 2007 jährlich stattfindende Laufveranstaltung in El Paso (Texas). Er ist ein offizieller Boston Qualifier und umfasst neben dem Marathon auch einen Halbmarathon sowie einen 5-Kilometer-Lauf. Er wird von der ehrenamtlichen El Paso Marathon Foundation veranstaltet.

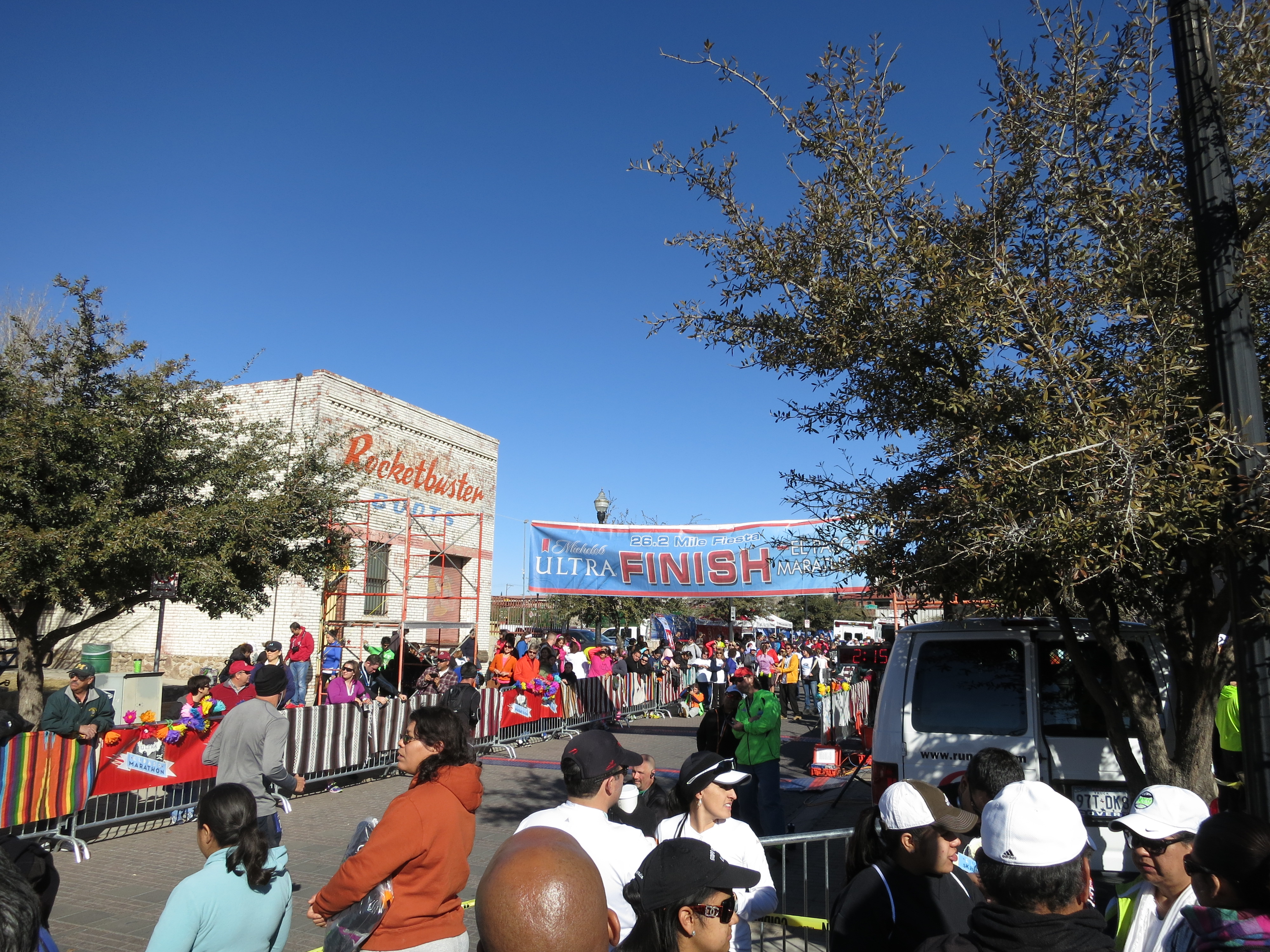
Zielbereich El Paso Marathon 2013

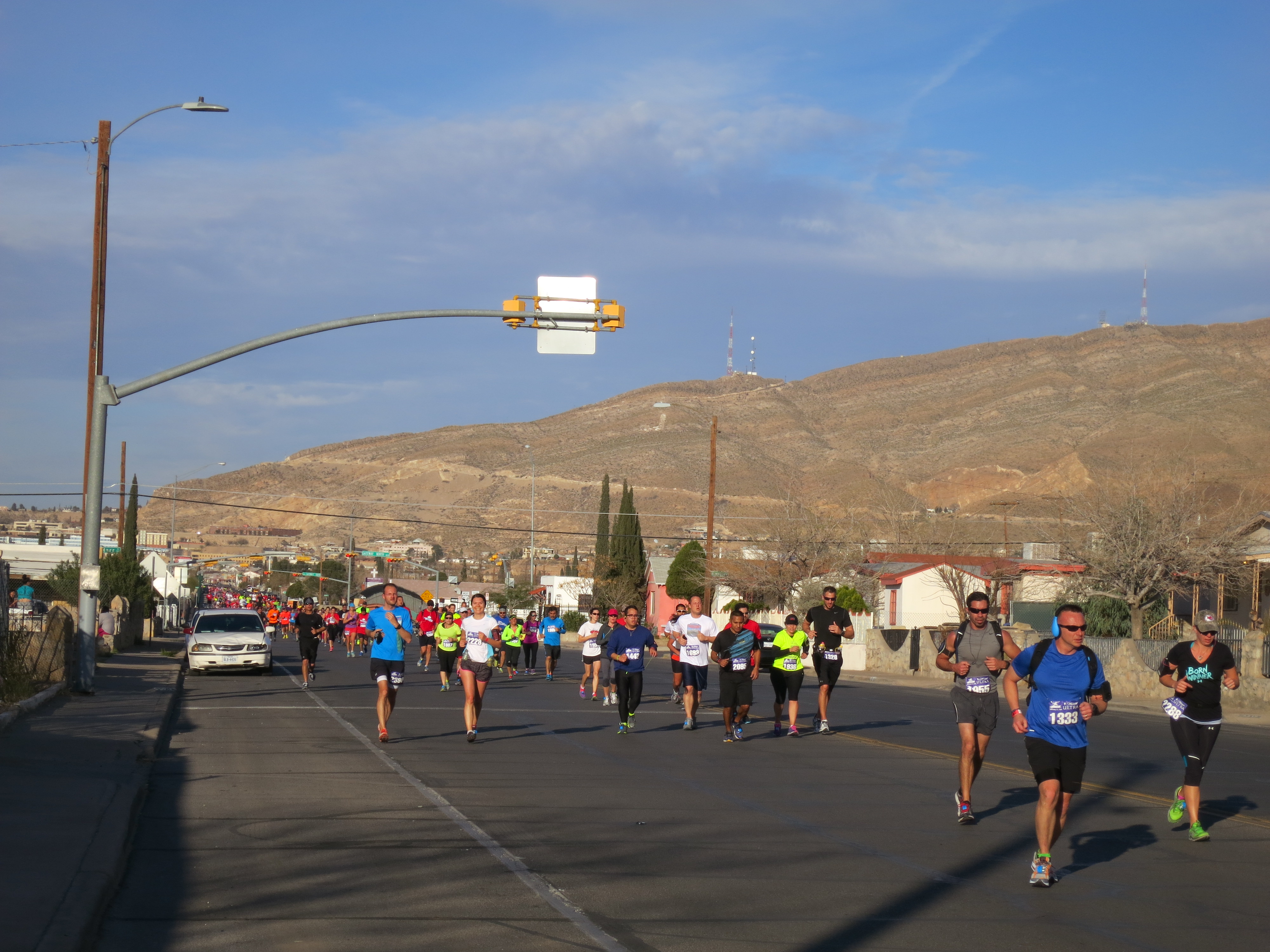
Entlang der Strecke El Paso Halbmarathon 2014

## Strecke
Seit 2012 startet der Marathon auf der Transmountain Road in den Franklin Mountains und endet auf der Union Plaza in Downtown El Paso.
Der Höhenunterschied zwischen Start und Ziel beträgt ca. 483 Meter. Der Halbmarathon sowie das 5-Kilometer-Rennen starten und enden auf der Union Plaza.

## Gewinnerliste Marathon
Liste der Gewinner seit Gründung der Veranstaltung:
| Jahr | Männer               | Zeit    | Frauen               | Zeit    | Finisher |
| ---- | -------------------- | ------- | -------------------- | ------- | -------- |
| 2015 | Dylan Villescas      | 2:33:53 | Anita Perez          | 2:55:33 | 365      |
| 2014 | Bashar Ibrahim       | 2:45:04 | Catherine Camilletti | 3:30:49 | 373      |
| 2013 | Bashar Ibrahim       | 2:44:34 | Larisa Pitchkolan    | 3:14:00 | 322      |
| 2012 | Efrain Moreno        | 2:41:45 | Larisa Pitchkolan    | 3:12:48 | 366      |
| 2011 | Ronnie Hoppe         | 2:54:11 | Larisa Pitchkolan    | 3:20:00 | 255      |
| 2010 | Edgar Trillo         | 3:07:39 | Larisa Pitchkolan    | 3:17:36 | 279      |
| 2009 | Patrick Flores       | 2:55:11 | Angie Song-Rooney    | 3:22:12 | 237      |
| 2008 | Dirk Hendrik de Heer | 2:43:54 | Angie Song-Rooney    | 3:22:09 | 199      |
| 2007 | -                    | -       | -                    | -       | n/a      |